# 하루의 일
《하루의 일》(A Day's Work)은 이브 번팅이 쓴 소설이다. 또다른 제목으로 《할아버지와 함께 한 하루》(A Day with Grandpa)이다. 이 소설은, 미국 내 멕시코계 이민자들의 비참한 삶을 보여준다.

## 줄거리
멕시코 이민자의 후손인 프란시스코는 할아버지와 함께 주차장에 서 있었다. 옆에 있던 사람이 "어린애가 학교에 있어야지 왜 할아버지와 함께 있니? 누가 너에게 일자리라도 줄 것 같아?"라고 하자, 프란시스코는 "오늘은 토요일이고, 할아버지는 영어를 할 줄 모르시기 때문에 제가 도와드리러 가는 거예요."라고 말했다. 트럭이 오자, 운전수는 "정원일을 도울 사람을 구합니다."라고 말했다. 때마침 프란시스코는 적당한 일자리를 얻었다 싶어, 할아버지와 함께 트럭을 타고 운전수의 정원으로 간다. 정원에 도착하자, 운전수는 "3시까지 정원에 있는 잡초를 다 뽑을 것"이라 말한다. 그리고 나서 프란시스코와 할아버지는 잡초를 뽑았다. 그런데 여기서 큰 실수를 저지르고 말았다. 운전수가 말한 "잡초"란 흰 꽃이었는데도, 둘은 초록색 식물을 뽑은 것이다. 운전수는 화가 나서, "네 할아버지는 흰 꽃이 잡초라는 것을 모르고 계셨니?"라고 말한다. 그 뒤 프란시스코는 할아버지를 정원사라고 속였다는 것을 말한다. 그리고 나서 둘은 집으로 간다.